# جوهانا شوتن
جوهانا شوتن إلسنهاوت (بالهولندية: Johanna Schouten-Elsenhout)‏ (11 يوليو 1910 – 23 يوليو 1992) كانت شاعرة سورينامية بارزة وقائدة مجتمعية مؤثرة، عُرفت بنضالها من أجل الاعتراف بلغة سرانان وبالثقافة الأفرو سورينامية.

## النشأة والخلفية
وُلدت جوهانا في 11 يوليو 1910 في سورينام، ونشأت في بيئة ثقافية غنية بالتقاليد الشفهية والموسيقى الشعبية. منذ صغرها، أبدت اهتمامًا خاصًا بالقصص الشعبية والشعر المنطوق.

## النشاط الأدبي
بدأت مسيرتها الأدبية بكتابة القصائد التي تمزج بين اللغة السرانان واللغة الهولندية، مركّزة على الهوية الثقافية لشعبها. تناولت في أعمالها موضوعات مثل الحرية، الانتماء، والتراث الشعبي.
كما ساهمت في نشر الشعر المكتوب بلغة السرانان، وهو ما كان خطوة مهمة في الاعتراف الرسمي باللغة.

## النشاط المجتمعي
إلى جانب الكتابة، كانت جوهانا ناشطة مجتمعية بارزة، حيث عملت على تعزيز التعليم الثقافي، ودافعت عن حقوق المجتمع الأفرو سورينامي في الحفاظ على لغته وتقاليده.

## الوفاة والإرث
توفيت في 23 يوليو 1992، تاركة إرثًا أدبيًا وثقافيًا كبيرًا. ويُنظر إليها اليوم كرمز للنضال من أجل الهوية الثقافية في سورينام، وتُدرّس أعمالها في المدارس والجامعات كمثال على الأدب الوطني.